# National Exhibition Centre

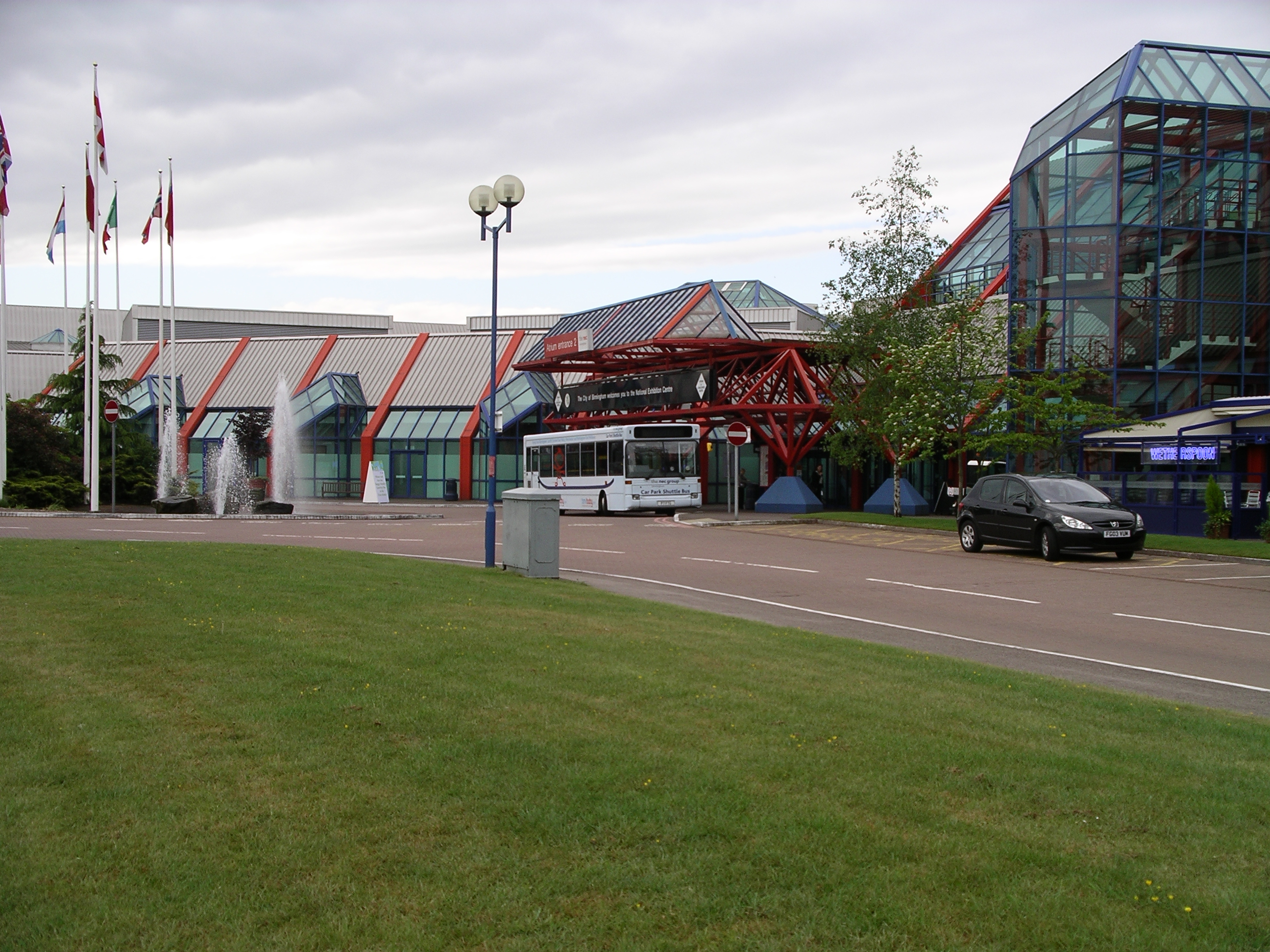
Atrio 2 de entrada al NEC.

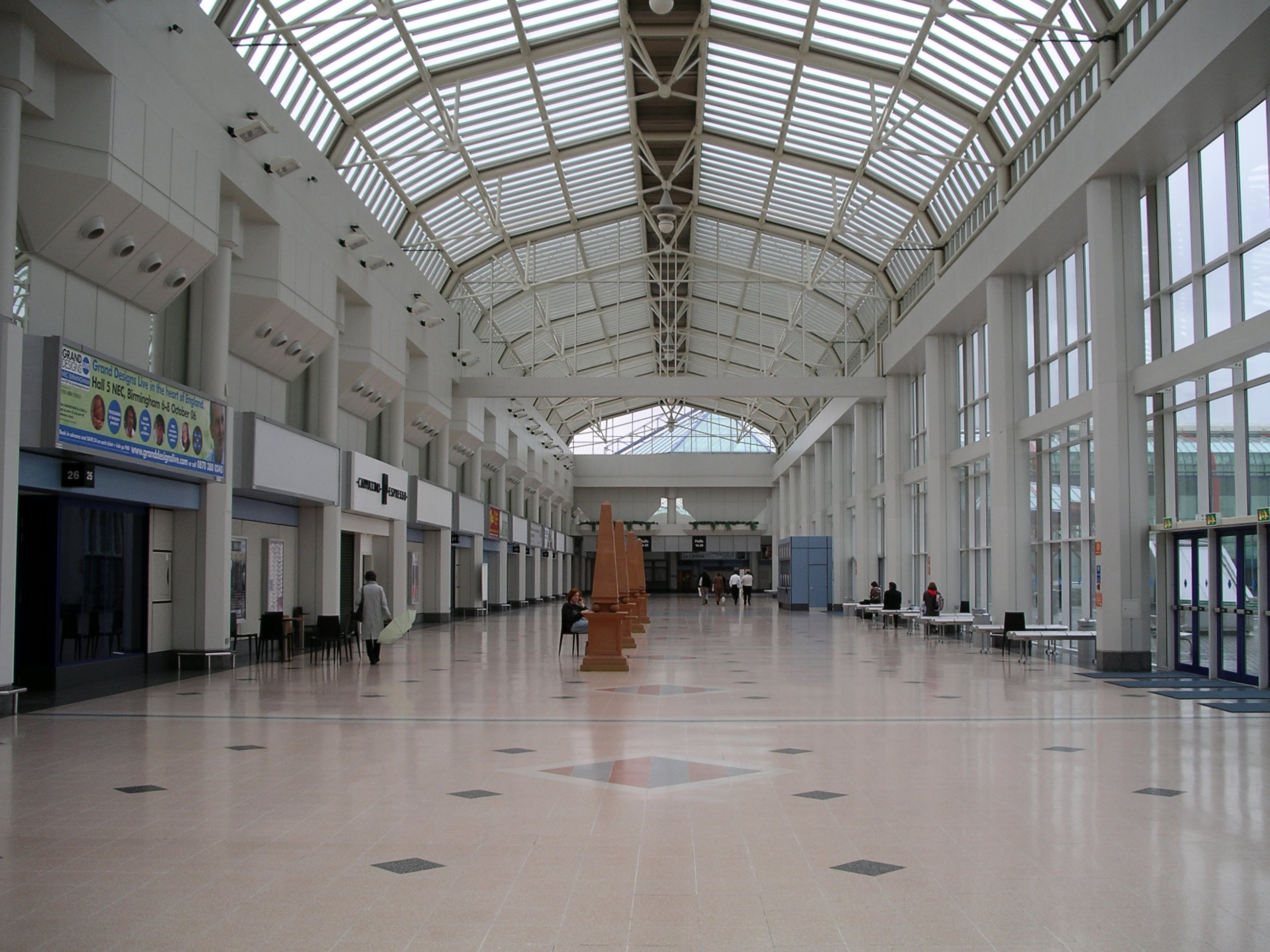
Interior de una sección del atrio.

El National Exhibition Centre (NEC), ubicado en Birmingham, Reino Unido, es uno de los centros de exposiciones más grande de Europa. El centro se encuentra junto al aeropuerto de Birmingham y la estación de tren.
También se dan conciertos en el NEC Arena, ahora conocido como Resorts World Arena, recinto con una capacidad para 11.000 personas, que fue una de las arenas multipropósito más grandes del Reino Unido cuando fue inaugurada a comienzo de los 80. Desde sus inicios hasta hoy se han presentado distintos artistas como: Black Sabbath, Iron Maiden, Genesis, Bruce Springsteen, Whitney Houston, U2, Shania Twain, Tina Turner, Mariah Carey, The Who, Queen, Guns N' Roses Backstreet Boys, Céline Dion, Neil Diamond, Roger Waters y Cliff Richard and The Shadows en 1984. Algunos artistas se han presentado más de una vez como: Status Quo, R.E.M, Fleetwood Mac, Diana Ross, Rihanna, Kylie Minogue
El NEC centre es visitado por 5 millones de personas al año.